# Port lotniczy Levuka
Port lotniczy Levuka (IATA: LEV, ICAO: NFNB) - port lotniczy położony na wyspie Ovalau, w miejscowości Bureta, na Fidżi.